# Баллонная синусопластика
Баллонная синусопластика — малоинвазивный нетравматичный метод хирургического лечения хронических и острых синуситов. Метод основан на расширении естественного соустья лобной, верхнечелюстной и (или) клиновидной пазух с помощью специального баллонного катетера. Выполняется под эндоскопическим наблюдением.

## Описание
Применяется для расширения естественного устья пазух носа с помощью баллонного катетера. Доступ к соустью осуществляется с помощью проводникового катетера и специального проводника. Является малоинвазивным инструментом для FESS (функциональной эндоскопии околоносовых пазух).
Поэтапно операция выполняется следующим образом:
1. с помощью специального проводникового катетера под эндоскопическим наблюдением система для баллонной синусопластики подводится к естественному устью оперируемой пазухи;
2. пазуха зондируется с помощью проводника, несущего на дистальном конце световую линзу (проводник подключают ко второму источнику света), которая позволяет хирургу четко определить местоположение кончика проводника;
3. по проводнику в области естественного соустья устанавливается гибкий баллонный катетер;
4. баллон раздувают (с помощью жидкости, давление контролируется с помощью шприца с манометром) на 3-5 секунд, при этом происходит расширение заблокированного или суженного соустья, что в свою очередь обеспечивает адекватную аэрацию и дренаж пораженной пазухи;
5. После сдувания баллона и удаления инструмента из пазухи, слизистая оболочка пазухи становится доступна для орошения лекарственным веществом, а сама пазуха может быть дренирована как с помощью специального ирригационного катетера, так и стандартными способами.

Система для баллонной синусопластики не требует дополнительного оборудования, такого как навигационная система, или рентгенологическая установка. Баллонная синусопластика может быть использована хирургом как отдельный метод лечения хронического или острого синусита, так и в комбинации с традиционными методиками функциональной эндоскопии околоносовых пазух. Технология баллонной синусопластики никоим образом не ограничивает любые иные возможности для лечения синуситов.
Технология одобрена к применению Национальным Институтом Здоровья Великобритании (NICE), Американской академией хирургов головы и шеи, Американским обществом ринологов, Российским обществом Ринологов.

## Преимущества
По сравнению с обычной FESS баллонная синусопластика: менее травматична, позволяет сохранять естественную анатомию пазух и слизистую оболочку, снижает риск повреждения слизистой оболочки и сохраняет функцию пазух, снижает риск интра- и постоперационных осложнений, снижает кровопотери во время операции. Восстановительный период при использовании метода составляет 24 часа (обычная FESS — 3-5 дней), в отличие от FESS может делаться амбулаторно и не требует общей анестезии (достаточно только местной). Некоторым пациентам, особенно в случае раннего обращения к ЛОР-хирургу по поводу хронического или острого синусита, баллонная синусопластика может быть проведена в амбулаторных условиях под местной анестезией. В таком случае вся процедура занимает не более 1,5-2 часов и в тот же день пациент может вернуться домой.
Технология баллонной синусопластики является клинически эффективным и безопасным методом. На ноябрь 2013 года опубликовано более 75 клинических исследований, в которых показана безопасность и эффективность методики, приведены положительные отдаленные результаты более, чем через 2 года после проведения процедуры (см. исследование CLEAR), доказана безопасность и эффективность в педиатрической практике. Более 350 тыс. пациентов (2013) были прооперированы с помощью данной методики, вылечено более 1 млн. пазух, технический успех процедуры — более 96 %.